# Народен кръстоносен поход
Народен кръстоносен поход известен и като Поход на бедняците или Поход на простолюдието, е първото от няколко средновековни народни масови движения, продължило около половин година, от април до октомври 1096 година. Тъй като започва след призива на папа Урбан II, този поход е считан за етап от Първия кръстоносен поход. В него в Северна Франция и поречието на Рейн се самоорганизира армия от селяни и бедни рицари и тръгва към Йерусалим. Те са водени от харизматичния оратор, монаха Пиер Отшелника от Амиен и от Готие Голтака от рицарското съсловие. Тази армия е практически разгромена от добре въоръжена и превъзхождаща я числово селджукска армия начело с Кълъч Арслан I.

## Предистория
Папа Урбан превръща кръстоносния поход в свое лично дело. След събора в Клермон през ноември той свиква и църковен събор в Лимож през декември 1095 г., а в първите месеци на 1096 г. обикаля Анже, Льо Ман, Поатие, Тур, Сент, Бордо, Тулуза и Каркасон, като навсякъде призовава християните към освобождение на Светите земи. Той планира началото на кръстоносния поход за 15 август 1096, но месеци преди това няколко непредвидени армии от селяни и бедни рицари се организират сами и тръгват към Йерусалим. Те са водени от харизматичния оратор, монаха Пиер Отшелника от Амиен, чието пламенно слово силно въздейства на простолюдието. Пиер също обикаля: Орлеан, Шампан, Лотарингия, Рейнската област. Реакцията надхвърля всички очаквания. Напускайки Франция, той е последван от около 15 000 поклонници, повечето обикновени войници, скитници или дори престъпници, чиито грехове той е опростил.

## Хронология

### Погроми срещу евреи
На 12 април армията на Пиер пристига в Кьолн. Той продължава пътя си към Константинопол след една седмица, но в германските земи проповедите в полза на кръстоносния поход разпалват настроения срещу евреите, разглеждани като не по-малък враг от мюсюлманите. От началото на лятото на 1096 г. германска армия от около 10 000 души, водени от духовниците Готшалк, Фолкмар и Емихо, се придвижва на север по долината на Рейн, извършвайки систематични изстъпления срещу евреите. На евреите е даден избор да преминат към християнството или да бъдат избити. Мнозина не се отричат от религията си и разпространението на новините за масови убийства сред еврейските общности довеждат до ужасяващи масови самоубийства. Хиляди евреи са избити въпреки опитите на местните църковни и светски власти да ги защитят.

### Път през Европа
Преди армията на Пиер Отшелника към Константинопол потегля друг народен водач – Готие Голтака, който начело на своите лошо въоръжени и неопитни отряди от Франция и Италия преминава през Унгария с разрешението на крал Калман Книжник, известен и като Коломан и навлиза във Византия. По време на прехода им към Константинопол византийският император осигурява прехраната им и им разрешава да се разположат на лагер край града, за да изчакат следващите групи.
Походът на армията на Пиер е труден. По пътя си надолу по река Дунав последователите ограбват земите на Унгария и са подложени на нападения от унгарци, българи и дори от една византийска армия близо до Ниш. Около една четвърт от последователите на Пиер са убити преди да пристигнат през август в Константинопол. Там към тях се присъединяват и хората на Готие Голтака. Недисциплинирани и самоуверени поради броя си, „кръстоносците“ на Пиер и Готие грабят и безчинстват в Константинополска Тракия. Алексий I Комнин, незнаещ какво да прави с такава особена армия, бързо ги прехвърля през Босфора и ги съветва да изчакат там основните кръстоносни сили.

### Във Витиния
След като преминават в Мала Азия, въпреки предупрежденията да не влизат в сражение с турците, хората на Пиер и Готие нападат Ксеригордон и се стига до обсада на града, при която са разбити и селджуците си връщат крепостта.
Между кръстоносците възникват спорове и армията се разделя на два отделни лагера. След като ограбват околностите на Никея, повечето участници в Народния кръстоносен поход са избити от турците на Кълъч Арслан I в битка при Херсек. Пиер, който по това време се намира в Константинопол, оцелява и по-късно се присъединява към главните кръстоносни сили. Друга армия от Бохемия и Саксония се разпада, без да успее да премине Унгария.